# Eishockey-Bayernliga 1980/81
Die Eishockey-Bayernliga 1980/81 wurde unter dem Dach des „Bayerischen Eissportverbandes“ (BEV) organisiert, sie ist die höchste Spielklasse des Landesverbandes Bayern. Die Bayernliga wurde hinter der Regionalliga Süd als fünfthöchste Spielklasse im deutschen Ligensystem eingestuft.

## Saisonverlauf
Die Eishockey-Bayernliga 1980/81 war die dreizehnte Ausspielung dieser Liga. Meister und Aufsteiger in die Regionalliga Süd 1981/82 wurde der SV Bayreuth. Neben dem Vizemeister SV Gendorf gehörten auch der VfL Waldkraiburg und TSV Marktoberdorf zu den Aufsteigern. Einziger Absteiger war der TSV Schliersee.

### Modus
Die zwölf Teilnehmer spielten eine Hin- und Rückrunde. Platz eins wurde Bayerischer Meister. Die Plätze eins bis vier waren für die Regionalliga Süd 1981/82 qualifiziert. Der Letztplatzierte war Absteiger in die Landesliga.

## Teilnehmer
Nicht mehr dabei waren die Auf- und Absteiger der Vorsaison. Neu hinzukamen  zwei Absteiger (A) aus der Regionalliga Süd und die Aufsteiger (N) aus den Landesligen. 
| - SV Gendorf - ERSC Amberg - TSV Schliersee | - SC Memmingen - ERV Schweinfurt - EHC Waldkraiburg | - EV Berchtesgaden - TSV Marktoberdorf - ESV Burgau Absteiger | - EV Pegnitz Absteiger - ESV Buchloe Aufsteiger - SC Reichersbeuern Aufsteiger |

### Meisterrunde
|    | Mannschaft            | Sp | Tore    | Diff. | Pkte |
| -- | --------------------- | -- | ------- | ----- | ---- |
| 1. | SC Reichersbeuern (N) | 22 | 145:81  | +64   | 34   |
| 2. | SV Gendorf            | 22 | 123:69  | +54   | 30   |
| 3. | VfL Waldkraiburg      | 22 | 129:98  | +31   | 29   |
| 4. | TSV Marktoberdorf     | 22 | 109:93  | +16   | 27   |
| 5. | ESV Burgau (A)        | 22 | 122:101 | +21   | 27   |
| 6. | ERV Schweinfurt       | 22 | 130:107 | +23   | 26   |
| 7. | EV Berchtesgaden      | 22 | 104:77  | +27   | 25   |
| 8. | ERSC Amberg           | 22 | 105:100 | +5    | 25   |
| 9. | SC Memmingen          | 22 | 113:94  | +19   | 16   |
| 10 | ESV Buchloe (N)       | 22 | 99:120  | −21   | 15   |
| 11 | EV Pegnitz (A)        | 22 | 88:210  | −122  | 6    |
| 12 | TSV Schliersee        | 22 | 73:170  | −97   | 5    |

- (N) = Neu in der Liga (A) = Absteiger

 Meister und Aufsteiger  Aufsteiger  Absteiger  für die Bayernliga 1981/82 qualifiziert
- Bayerischer Meister 1980/81 wurde der SC Reichersbeuern.